# Brizon
Brizon és un municipi francès situat al departament de l'Alta Savoia i a la regió d'Alvèrnia-Roine-Alps. L'any 2007 tenia 449 habitants.

## Demografia

### Població
El 2007 la població de fet de Brizon era de 449 persones. Hi havia 192 famílies de les quals 60 eren unipersonals (44 homes vivint sols i 16 dones vivint soles), 44 parelles sense fills, 80 parelles amb fills i 8 famílies monoparentals amb fills.
La població ha evolucionat segons el següent gràfic:
Habitants censats

### Habitatges
El 2007 hi havia 450 habitatges, 195 eren l'habitatge principal de la família, 205 eren segones residències i 50 estaven desocupats. 399 eren cases i 46 eren apartaments. Dels 195 habitatges principals, 127 estaven ocupats pels seus propietaris, 49 estaven llogats i ocupats pels llogaters i 19 estaven cedits a títol gratuït; 5 tenien una cambra, 32 en tenien dues, 36 en tenien tres, 53 en tenien quatre i 69 en tenien cinc o més. 153 habitatges disposaven pel capbaix d'una plaça de pàrquing. A 96 habitatges hi havia un automòbil i a 89 n'hi havia dos o més.

### Piràmide de població
La piràmide de població per edats i sexe el 2009 era:
| Homes | Edats   | Dones |
| ----- | ------- | ----- |
| 0     | 95 o +  | 0     |
| 0     | 90 a 94 | 4     |
| 0     | 85 a 89 | 4     |
| 4     | 80 a 84 | 4     |
| 8     | 75 a 79 | 4     |
| 0     | 70 a 74 | 8     |
| 12    | 65 a 69 | 4     |
| 8     | 60 a 64 | 4     |
| 4     | 55 a 59 | 0     |
| 12    | 50 a 54 | 12    |
| 16    | 45 a 49 | 4     |
| 12    | 40 a 44 | 12    |
| 20    | 35 a 39 | 16    |
| 12    | 30 a 34 | 12    |
| 28    | 25 a 29 | 20    |
| 4     | 20 a 24 | 28    |
| 8     | 15 a 19 | 8     |
| 0     | 10 a 14 | 8     |
| 24    | 5 a 9   | 24    |
| 12    | 0 a 4   | 12    |

## Economia
El 2007 la població en edat de treballar era de 313 persones, 244 eren actives i 69 eren inactives. De les 244 persones actives 225 estaven ocupades (133 homes i 92 dones) i 19 estaven aturades (10 homes i 9 dones). De les 69 persones inactives 28 estaven jubilades, 19 estaven estudiant i 22 estaven classificades com a «altres inactius».

### Ingressos
El 2009 a Brizon hi havia 183 unitats fiscals que integraven 438,5 persones, la mediana anual d'ingressos fiscals per persona era de 20.545 €.

### Activitats econòmiques
Dels 23 establiments que hi havia el 2007, 2 eren d'empreses de fabricació d'altres productes industrials, 9 d'empreses de construcció, 3 d'empreses de comerç i reparació d'automòbils, 7 d'empreses d'hostatgeria i restauració, 1 d'una empresa de serveis i 1 d'una empresa classificada com a «altres activitats de serveis».
Dels 16 establiments de servei als particulars que hi havia el 2009, 1 era un paleta, 1 guixaire pintor, 3 fusteries, 1 lampisteria, 3 electricistes, 1 perruqueria i 6 restaurants.
L'any 2000 a Brizon hi havia 9 explotacions agrícoles.

## Equipaments sanitaris i escolars
El 2009 hi havia una escola elemental.

## Poblacions més properes
El següent diagrama mostra les poblacions més properes.